# 出石初午大祭
出石初午大祭（いずしはつうまたいさい）は兵庫県豊岡市の出石で例年3月に行われる祭である。

## 概要
有子山稲荷神社の例大祭として江戸時代に始まった400年余りの伝統がある大祭である。出石城藩主が年に一度、初午の日に限り城の大手門を開放して、城内の稲荷神社に町民の参詣を認めたことが始まりとされている。当時は身分制度が確立されていたため、一般の町民が城内に入ることは許されていなかった。そのため、祭りの日には、但馬のみならず、丹後や丹波からも参詣する人がいた。
出石城下町を中心に例年3月第3金・土・日曜日の3日間にわたって行われ、例年6万人の人々が訪れる。
但馬・丹後・丹波の三たん一の大祭で但馬三大祭りのひとつとも言われ、冬の但馬に春を告げる祭りでもある。「出石の初午が過ぎるともう雪は降らない」といわれている。

## 主催
- 出石町商工会

## 所在地・交通
- 出石城跡大手前広場、他
- JR西日本 豊岡駅から全但バス出石行終点下車、徒歩5分